# Montigny (Senna Marittima)
Montigny è un comune francese di 1 179 abitanti situato nel dipartimento della Senna Marittima nella regione della Normandia.

## Società

### Evoluzione demografica
Abitanti censiti